# 操作主义

操作主义定义Q5839806的例子。

在研究设计中，特别是在心理学、社会科学、生命科学和物理学中，“操作主义”是定义对现象的测量的过程，该现象不是直接的可测量的，
现象化是指将无法直接测量的现象转化为可测量的指标，以便进行研究和分析。例如，健康 这一现象可以通过一个或多个指标来衡量，如 体重指数 或 吸烟。再举一个例子，在 视觉处理中，可以通过测量某个物体所反射光的特定特征来推断它在环境中的存在。在这些例子中，相关现象往往难以直接观察和测量，因为它们可能是抽象概念（如健康），或者属于潜在变量。操作主义通过研究这些现象所产生的 可观察和可测量影响，帮助推断它们的存在，并明确其某些外延特征，使其更易于研究和理解。
有时候，对于同一现象可能存在多个或相互竞争的操作化方式。通过依次使用不同的操作化方式重复分析，可以判断结果是否受到不同操作方式的影响。这一过程称为稳健性检验。
操作主义的概念最早由英国物理学家 N. R. Campbell 在他的《物理学：元素》（剑桥，1920 年）中提出。这个概念传播到 人文科学 和 社会科学。它仍在物理学中使用。

### 历史
操作主义于1920年代产生于美国，由美国实验物理学家布里奇曼创建，是主张以操作定义科学概念的一种学说，该学说认为：科学概念与相应的操作同义，凡是不能与操作相联系，不能由操作定义的概念，都是没意义的。
布里奇曼认为，操作主义的思想方法对整个社会具有广泛影响：意味着我们整个思想习惯的深刻变化，意味着我们不再容许在思想概念里把我们不能用操作来充分说明的东西当作工具来使用。
布里奇曼的理论受到了批评，因为“长度”可以通过不同的方法测量（例如，无法使用测量尺来测量到月球的距离），因此从逻辑上讲，“长度”并不是一个概念，而是多个概念，其中一些概念需要依赖几何学的知识。。每个概念都需要由所使用的测量操作定义。因此，批评的核心在于，潜在的概念可能是无限的，每个概念都由测量它的方法来定义，例如视角、太阳年的某一天、月球的角直径等，而这些概念是通过天文学家在数千年间收集的观测数据整合得出的。
20世纪30年代，哈佛大学的实验心理学家爱德温·博林及其学生斯坦利·史密斯·史蒂文斯和道格拉斯·麦格雷戈在面对心理学现象测量的**方法论和认识论问题时，找到了一种解决方案——他们将心理学概念操作化，这一方法最早由他们的哈佛同事布里奇曼在物理学领域提出。这一思路促使史蒂文斯和麦格雷戈从1935年起发表了一系列文章，在心理学领域引发了广泛讨论，并最终促成了1945年的“操作主义研讨会”，布里奇曼也参与了该研讨会的讨论。

### 运营
实际的“操作主义”通常被理解为与通过使用 理论 来描述现实的 理论定义 有关。
仔细作化的重要性也许可以在 广义相对论。爱因斯坦发现科学家们对“质量”有两种作定义：“惯性”，通过施加力并观察加速度来定义，来自 牛顿第二运动定律;和 引力 ，通过将物体放在天平或天平上来定义。以前，没有人注意所使用的不同作，因为它们总是产生相同的结果，
但爱因斯坦的关键洞见在于提出了等效原理，即这两种操作方式之所以总能得出相同的结果，是因为它们在更深层次上是等价的，并进一步推导出这一假设的含义，从而发展广义相对论。因此，科学上的这一突破正是通过抛开对科学测量不同操作定义的执着，而认识到它们实际上描述的是同一个理论概念而实现的。然而，爱因斯坦对操作主义方法的否定受到了布里奇曼（P.W. Bridgman）的批评。他在《爱因斯坦的理论与操作主义观点》一文中指出：“爱因斯坦在广义相对论中并没有贯彻他在狭义相对论中教给我们的那些经验和洞见。”（第335页）

## 在社会科学中

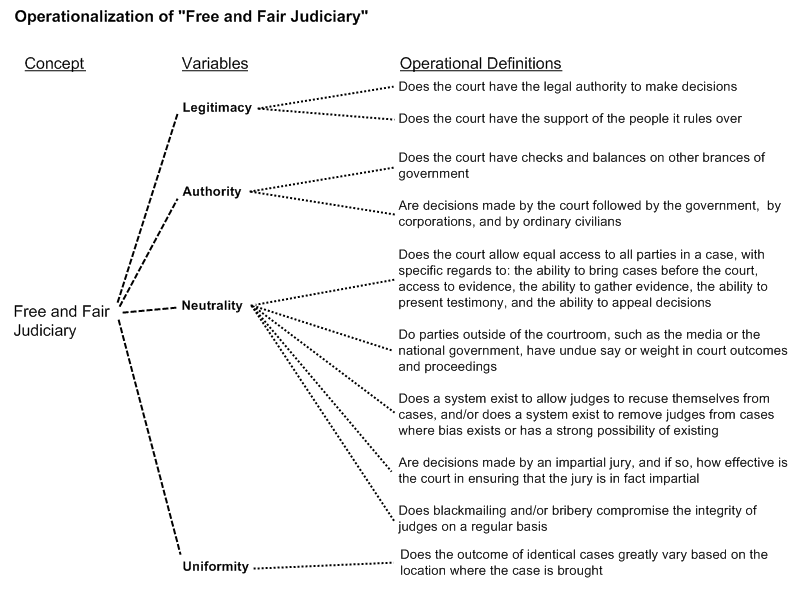
一个操作化图示，用于在学术论文中阐明模糊或难以定义的概念。这个特定示例适用于政治学领域。

操作化通常在社会科学、科学方法和心理测量学中作为一部分使用。特别是在处理复杂概念和复杂刺激的情况下（例如商业研究、软件工程），往往会出现操作化有效性威胁的特殊关注点。

### 愤怒示例
例如，研究人员可能希望衡量“愤怒”这一概念。愤怒的存在及其情感的深度无法通过外部观察者直接测量，因为愤怒是无形的。因此，外部观察者使用其他衡量标准，例如面部表情、词汇选择、音量和语气。
如果研究人员想要衡量不同人群中“愤怒”的深度，最直接的操作方法是问他们一个问题，例如“你生气吗？”或“你有多生气？”然而，这种操作存在问题，因为它依赖于个体的定义。有些人可能会受到轻微的恼怒，变得稍微生气，但仍然形容自己为“非常生气”；而其他人可能会受到严重的挑衅，变得非常生气，却形容自己为“稍微生气”。此外，在许多情况下，询问受试者是否生气也不现实。
由于愤怒的一个衡量标准是音量，研究人员可以通过测量受试者的讲话音量与其正常语调的对比，来操作化愤怒这一概念。然而，这必须假设音量是一个统一的衡量标准。有些人可能通过言语作出反应，而其他人则可能通过身体反应来表达愤怒。

### 经济学的反对意见
社会科学中操作主义的主要批评者之一指出：“最初的目标是消除支配早期心理学理论的主观**心理主义**概念，并用更具操作性意义的方式来解释人类行为。但正如经济学中所见，支持者最终‘将操作主义推翻’。”“他们没有取代‘形而上学’术语，如‘欲望’和‘目的’，而是‘通过给它们赋予操作性定义来使它们合法化’。”因此，在心理学中，正如在经济学中一样，最初相当激进的操作主义思想最终仅仅成为了主流方法论实践的“安慰符号”。

## 与概念框架的关联
上述讨论将操作化与概念的测量联系起来。许多学者致力于对诸如工作满意度、偏见、愤怒等概念进行操作化。量表和指数的构建是操作化的形式之一。操作化并没有唯一完美的方式。例如，在美国，“行驶距离”这一概念的操作化单位是英里（miles），而在欧洲则使用公里（kilometers）。
操作化是实证研究过程的一部分。一个例子是实证研究问题：“工作满意度是否会影响员工离职率”。在研究中，“工作满意度”和“离职率”这两个概念都需要被测量。概念本身以及它们之间的关系都很重要——操作化是在更大的概念框架之中进行的。
当研究问题或研究目的较为宏大时，用于回应问题的概念框架必须在数据收集开始之前被操作化。
如果一位学者基于一个概念框架设计了一份问卷，那就意味着他们已经对该框架进行了操作化。
大多数严肃的实证研究都应包含透明的、并与概念框架相关联的操作化过程。
另一个例子是：假设“工作满意度会降低员工离职率”，这是一种将两个概念——“工作满意度”和“员工离职率”联系起来（或构建框架）的方式。
从“工作满意度”这一想法出发，到设计出一组构成“工作满意度量表”的问卷题项，这一过程就称为操作化。
例如，有可能仅用两个简单的问题来衡量工作满意度：
“总的来说，我对自己的工作感到满意。”
“总体而言，我喜欢我的工作。”
在检验正式（定量）假设和工作假设（定性）时，操作化所采用的逻辑是不同的。对于正式假设，概念通过数值变量进行经验化（或操作化）表示，并通过推论统计进行检验。然而，在社会科学和行政科学中常用的工作假设，则是通过证据的收集和评估来进行检验的。证据通常是在案例研究的背景下收集的。研究者会问：这些证据是否足以“支持”这一工作假设？正式的操作化过程会具体说明哪些证据能够支持假设，哪些证据则不能支持。
Robert Yin 建议在进行数据收集阶段之前，制定一个案例研究方案，以明确所需证据的类型。他指出，证据有六种来源：文献资料、档案记录、访谈、直接观察、参与观察实物或文化遗物在公共管理领域，Patricia M. Shields 和 Tajalli（2006）识别出了五种类型的概念框架：工作假设、描述性类别、实用理想类型、运筹学、正式假设，
他们对每一种概念框架的操作化方式进行了说明与示例说明。他们还展示了如何通过构建与文献相结合的概念框架表和列出操作化细节的操作化表格，使概念化与操作化更为具体，从而说明如何衡量这些概念。